# 호소가야 보시로
호소가야 보시로 (細萱 戊子郎, Hosogaya Boshirō, 1888년 6월 24일 – 1964년 2월 8일)는 제2차 세계 대전 중 일본 제국 해군의 해군제독이었다.

## 생애
호소가야는 1888년 나가노현 노자와의 농가에서 태어났다. 그는 1908년 해군병학교 (일본) 36기생으로 졸업했다. 그는 191명의 사관생도 중 16위를 차지했다. 해군사관후보생으로서 그는 순양함 Soya와 전함 Kashima에 배정되었다. 소위로 임관한 후, 그는 어뢰 학교와 함포 학교에 다녔고, 해군 소위로서 구축함 Asagiri와 전함 Suwo에서 복무했다.
그는 1919년에 중위로 진급하여 구축함 Kaba와 다양한 참모직을 역임했다. 1918년 해군대학교 (일본) 18기를 졸업하고 1920년 소령으로 진급한 후, 그는 군령부의 참모장교로 복무했으며, 1923년 간토 대지진 이후 간토 지방의 계엄 사령부에서도 복무했다. 1924년, 호소가야는 사령관으로 진급하여 순양함 Yubari의 부함장이 되었다. 1927-1928년에 그는 미국과 유럽을 방문했으며, 1928년에는 전함 Hyūga의 부함장이 되었다.
1929년 대령으로 진급한 후, 그는 중순양함 Chōkai의 부함장을 거쳐 함장으로 복무했다. 1934년에 그는 전함 Mutsu의 지휘를 맡았다. 그는 1935년 11월 15일에 해군소장으로 진급했다. 그는 1935-1936년 동안 통신학교와 어뢰학교의 사령관이었다. 1939년 11월 15일에 해군중장으로 진급한 후, 그는 뤼순 요항부의 최고 사령관으로 배정되었다. 1940년 11월 15일, 호소가야는 제1견외함대의 지휘를 맡았고 1941년 7월 25일, 그는 북태평양 해군 병력을 지휘하는 오미나토에 기반을 둔 주로 행정적인 지휘부인 제5함대의 최고 사령관이 되었으며, 홋카이도-가라후토-쿠릴 열도 방어 지역을 담당했다. 이 함대에는 몇 척의 경순양함과 수상기모함을 포함한 경해군 병력만이 부속되어 있었다.
미드웨이 해전의 일환으로, 호소가야는 알류샨 열도 전역을 지휘했으며 애투섬과 키스카섬 침공 및 더치 하버 폭격을 수행했다.
1943년 3월 26일, 알류샨 열도의 일본 점령 키스카를 강화하기 위해 두 척의 수송선을 호위하던 호소가야의 부대(중순양함 2척, 경순양함 2척, 구축함 4척으로 구성)는 코만도르스키 제도 근처에서 미국 해군의 부대에 의해 요격당했다. 미국소장 찰스 맥모리스가 이끄는 이 부대는 중순양함 1척, 경순양함 1척, 구축함 4척으로 구성되어 있었다. 이어진 코만도르스키 제도 해전에서 호소가야는 염료탄의 포탄 파편을 폭탄 파편으로 오인하여 공중 공격을 받고 있다고 잘못 결론 내렸다. 자신의 함선을 보호하기 위해 그는 맥모리스의 기함인 중순양함 USS Salt Lake City에 심각한 피해를 입혔음에도 불구하고 갑자기 교전을 중단하고 전투에서 후퇴했다.
호소가야가 열세인 미군으로부터 후퇴한 것은 비겁함의 증거로 간주되어 그의 지휘권을 박탈당했고, 그는 가와세 시로로 교체되었다. 1943년 말, 그는 예비역으로 배정되었다. 전쟁이 끝날 때까지 호소가야는 추크 라군에 주둔하며 남양 군도 통치자로 재직했다.

## 같이 보기
- 일본 제국 해군 알래스카 기습부대 조직

### Books
- D'Albas, Andrieu (1965). 《Death of a Navy: Japanese Naval Action in World War II》. Devin-Adair Pub. ISBN 0-8159-5302-X.
- Dull, Paul S. (1978). 《A Battle History of the Imperial Japanese Navy, 1941-1945》. Naval Institute Press. ISBN 0-87021-097-1.
- Lacroix, Eric (1997). 《Japanese Cruisers of the Pacific War》. Naval Institute Press. ISBN 0-87021-311-3.
- Lorelli, John A. (1984). 《The Battle of the Komandorski Islands, March 1943》. Naval Institute Press. ISBN 0-87021-093-9.
- Morison, Samuel Eliot (2001) [1951]. 《Aleutians, Gilberts and Marshalls, June 1942-April 1944, vol. 7 of History of United States Naval Operations in World War II》. Champaign, Illinois, US: University of Illinois Press. ISBN 0-316-58305-7.

### 내용주
1. ↑  “Hosogaya Boshiro (1888-1964)”. 《The Pacific War Online Encyclopedia》. 2016년 9월 13일에 확인함.
2. ↑  Lorelli, The Battle of the Komandorski Islands